# Carla Bley

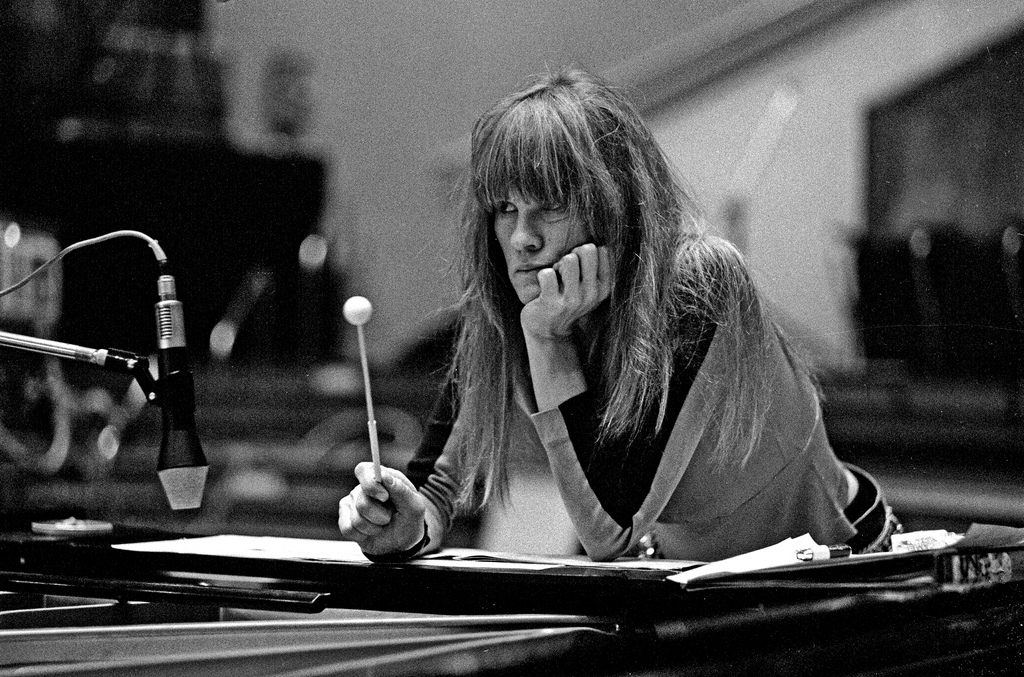
Carla Bley, NDR Jazzworkshop 1972

Carla Bley (* 11. Mai 1936 als Lovella May Borg in Oakland, Kalifornien; † 17. Oktober 2023 in Willow, New York) war eine US-amerikanische Jazz-Musikerin, die sich als Komponistin, Arrangeurin, Bandleaderin und Pianistin bzw. Organistin betätigte.  Ihre Kompositionen zeichnen sich durch komplexe Strukturen, unkonventionelle Harmonien und eine originelle Herangehensweise an die Instrumentierung aus. Sie hat auch eine Vorliebe für humorvolle und ironische Elemente in ihrer Musik gezeigt, was zu ihrer einzigartigen Klangästhetik beiträgt. Sie gilt als eine der bedeutendsten Autorinnen von vertrackten und zugleich eingängigen Jazztiteln.

## Biographie
Carla Borgs Eltern waren beide Musiker, ihr Vater Klavierlehrer und Organist. Sie selbst begann bereits im Alter von vier Jahren in der Kirche zu singen und Klavier und Orgel zu spielen.
1957 heiratete sie den Jazzpianisten Paul Bley (1932–2016), den sie als „cigarette girl“ im Birdland kennenlernte; die Beziehung hielt knapp zehn Jahre. Er regte sie dazu an, für ihn zu komponieren. Bald spielte sie in New York mit Charles Moffett senior und Pharoah Sanders. Ab 1964 leitete sie mit Michael Mantler das Jazz Composer’s Orchestra. 1965 hatte sie ein Quintett mit Mantler und Steve Lacy. 1966 ging sie mit Peter Brötzmann und Peter Kowald auf Tournee. Nach dem Studio-Projekt Escalator over the Hill (1967–1971) und der Arbeit mit Charlie Haden im Liberation Music Orchestra (ab 1969) leitete sie ab 1976 überwiegend eigene Bands.
Bley heiratete 1967 ihren Mitmusiker Michael Mantler; ein Jahr nach Geburt der gemeinsamen Tochter Karen Mantler, die ebenfalls Jazzmusikerin (Piano, Orgel u. a. Tasteninstrumente sowie Mundharmonika) wurde. Nach ihrer Trennung von Mantler und dessen Rückkehr nach Europa 1991 lebte Carla Bley mit ihrem langjährigen Bandmitglied Steve Swallow zusammen. Er war für sie auch musikalisch wichtiger Ratgeber und Partner am E-Bass.  Weiterhin typisch für ihre Bands waren Musiker wie der markant erdig spielende Posaunist Gary Valente, der Jazz-Hornist Vincent Chancey oder ihre Tochter Karen Mantler.
2006/2007 war Bley Artist in Residence der Philharmonie Essen. 2008 trat sie mit ihrem Trio aus Steve Swallow und Andy Sheppard live im New Yorker Birdland auf (Songs with Legs). 2009 wurde sie mit der German Jazz Trophy, 2012 mit der Ehrendoktorwürde der Université de Toulouse II–Le Mirail ausgezeichnet. 2015 erhielt sie mit der NEA Jazz Masters Fellowship die höchste Auszeichnung für Jazzmusiker in den USA; 2018 wurde sie in die American Academy of Arts and Sciences gewählt.

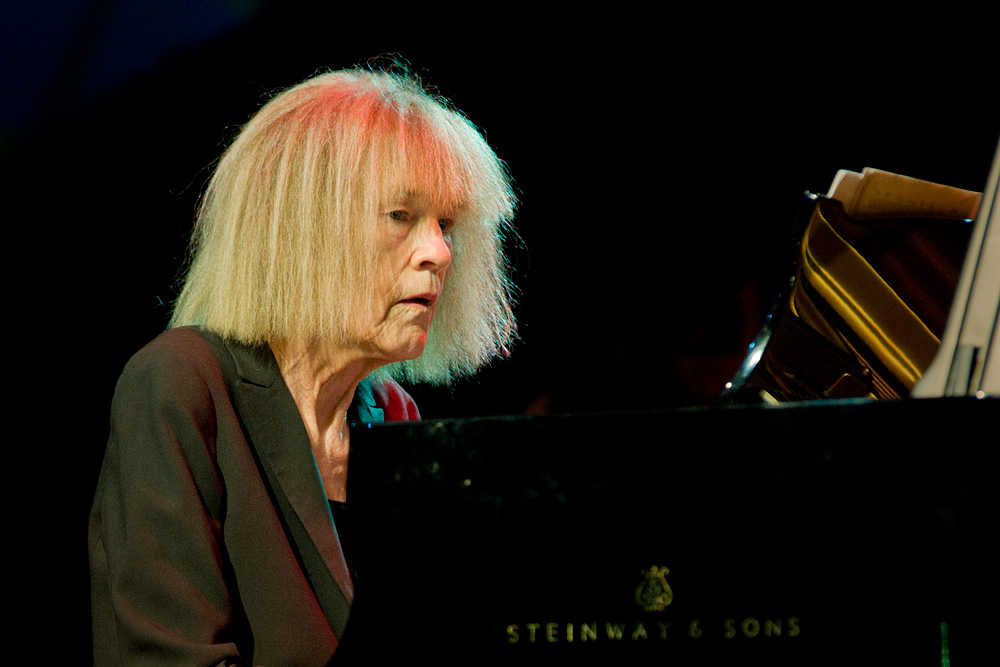
Carla Bley (2012, Moers Festival)

Sie starb am 17. Oktober 2023 im Alter von 87 Jahren an den Folgen eines Hirntumors.

## Werk

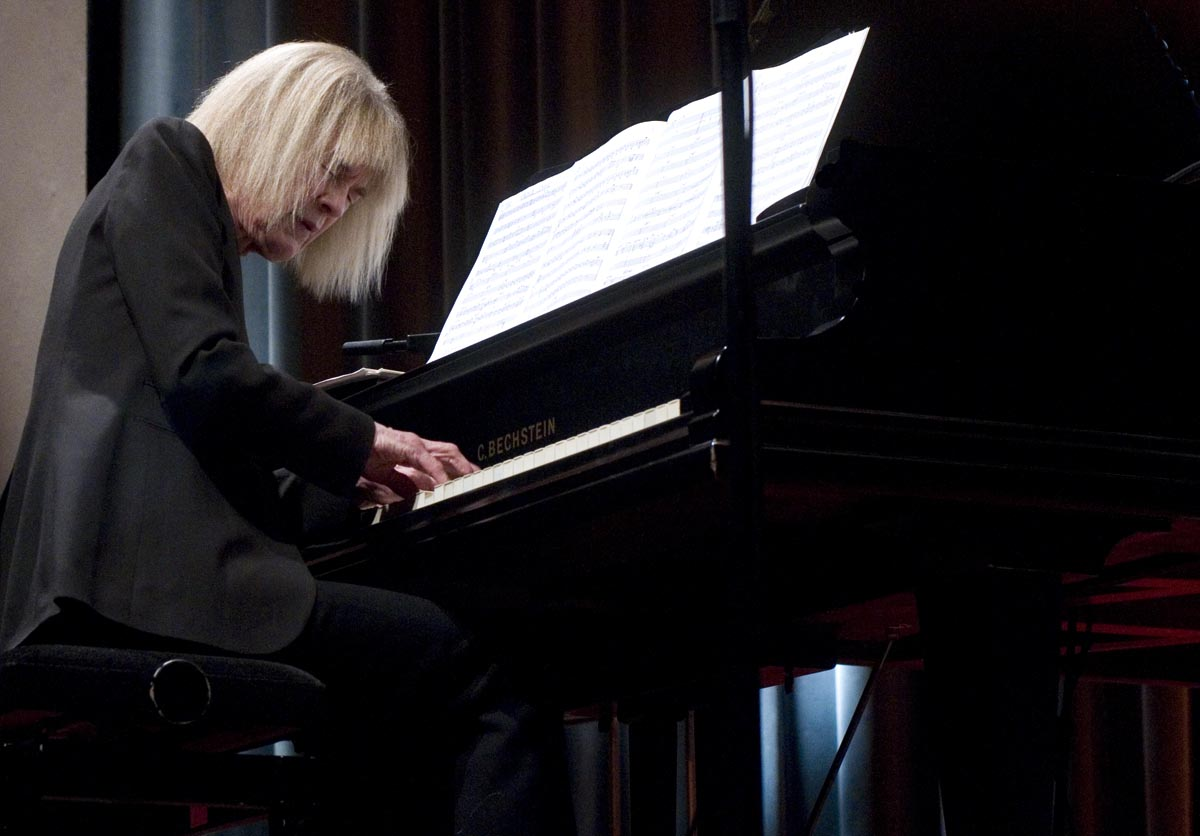
Carla Bley (2009)

Carla Bley machte sich etwa ab Mitte der 1960er Jahre als innovative Jazz-Komponistin bemerkbar; zuerst schrieb sie für Paul Bleys Trio, dann auch für George Russell, Jimmy Giuffre und Art Farmer. 1964 gründete sie mit Mike Mantler das Jazz Composer’s Orchestra (JCO). 1967 komponierte sie für Gary Burton das vielbeachtete A Genuine Tong Funeral. Nach drei Jahre dauernden Aufnahmen veröffentlichte sie 1971 eine der wenigen Jazz-Opern: das von ihr komponierte Escalator over the Hill (1973 mit dem französischen Grand Prix du Disque ausgezeichnet).
Sie veröffentlichte etliche eigene Jazz-Alben auf ihrem mit Michael Mantler gegründeten eigenen Label WATT, dessen Platten via ECM vertrieben werden. Ihre besonders in den 1970/80er Jahren aktive Carla Bley Band spielte konzertanten Big-Band-Jazz, durchaus in der zeitgenössisch reflektierten Nachfolge von Duke Ellington und Gil Evans. Mit einem Teil dieser Band spielte sie auch das Album Nick Mason’s Fictitious Sports mit eigenen Kompositionen ein. 2016 führte sie mit der NDR-Bigband und einem Knabenchor ihre Jazzoper La Leçon Française auf.
Als Arrangeurin wirkte sie ab 1969 maßgeblich an Charlie Hadens Liberation Music Orchestra mit, das 2005 mit Not In Our Name wieder ein als Protest gegen die US-amerikanische Politik konzipiertes Album herausbrachte. (Nach Hadens Tod leitete sie auch dieses Ensemble.)
Eine interessante Charakterisierung ihrer Musik erschien anlässlich ihres 70. Geburtstages in der FAZ:

„Carla Bley ist das monströseste Chamäleon, das der Jazz kennt. Und eine gigantische Irritation. Für bare Münze kann man nichts nehmen, was sie sagt, tut, spielt oder kompositorisch zusammenfügt. […] Man muss schon mitdenken mit der unorthodoxen Tochter eines Kirchenmusikers aus Oakland, muss ihrer Ironie standhalten und wie sie Konventionen bricht, indem sie scheinbar adaptiert, darf schließlich die Musik nicht als reines Glasperlenspiel begreifen, um ihr das Wasser zu reichen und möglicherweise von ihr erleuchtet zu werden.“

Gavin Bryars, der in den 1980er Jahren als Bassist Stücke von Bley aufführte, meinte dazu 1997 in einem Magazinbeitrag, in dem er auch „ihre Verwandtschaft zu gewissen Aspekten bei Kurt Weill“ betonte:

„Sie fühlt sich wohl mit Spielern, die begabte freie Improvisatoren sind. Es gibt viele Stücke, bei denen die scheinbare Schlampigkeit – in Wirklichkeit kalkuliertes Chaos – eine direkte Folge ihres kompositorischen Witzes und ihrer scharfen Beobachtung der Möglichkeiten für Exzess und Parodie ist.“

## Diskographie (Auswahl)
- 1971 Escalator over the Hill (Carla Bley und Paul Haines)
- 1974 Tropic Appetites (Carla Bley)
- 1977 Dinner Music (Carla Bley)
- 1978 European Tour 1977 (Carla Bley Band)
- 1979 Musique Mecanique (Carla Bley Band)
- 1981 Fictitious Sports (Nick Mason, aufgenommen 1979)
- 1981 Social Studies (Carla Bley Band)
- 1982 Live! (Carla Bley Band)
- 1984 I Hate to Sing (Carla Bley Band)
- 1984 Heavy Heart (Carla Bley)
- 1985 Night-Glo (Carla Bley)
- 1987 Sextet (Carla Bley)
- 1988 Duets (Carla Bley und Steve Swallow)
- 1989 Fleur Carnivore (Carla Bley)
- 1990 Orchestra Jazz Siciliana Plays the Music of Carla Bley (aufgenommen 1989, geleitet von Carla Bley)
- 1991 The Very Big Carla Bley Band (Carla Bley Band)
- 1992 Go Together  (Carla Bley und Steve Swallow)
- 1993 Big Band Theory (Carla Bley)
- 1994 Songs With Legs (Carla Bley)
- 1996 …Goes To Church (Carla Bley Big Band)
- 1998 Fancy Chamber Music (Carla Bley)
- 1999 Are We There Yet? (Carla Bley and Steve Swallow)
- 2000 4x4 (Carla Bley)
- 2003 Looking for America (Carla Bley Big Band), Bestenliste beim Preis der deutschen Schallplattenkritik 2003\3
- 2004 The Lost Chords (Carla Bley), ausgezeichnet mit dem Preis der deutschen Schallplattenkritik 2004\3
- 2007 The Lost Chords Find Paolo Fresu (mit Paolo Fresu, Andy Sheppard, Steve Swallow, Billy Drummond)
- 2008 Appearing Nightly (Carla Bley & her Remarkable Big Band)
- 2009 Carla’s Christmas Carols (Carla Bley, Steve Swallow, The Partyka Brass Quintett)
- 2013 Trios (Carla Bley, Steve Swallow, Andy Sheppard, ECM)
- 2016 Andando el Tiempo (mit Steve Swallow, Andy Sheppard, ECM)
- 2020 Life Goes On (mit Andy Sheppard, Steve Swallow, ECM), ausgezeichnet mit dem Jahrespreis der deutschen Schallplattenkritik für 2020 und einem Deutschen Jazzpreis 2021.[9]

## Filmmusiken
- 1983 Mortelle Randonnée (Regisseur: Claude Miller, Darsteller: Isabelle Adjani)

## DVD-Video
- 1983/2003 Live in Montreal
- 1988/2001 Famous Jazz Duets: Chick Corea & Gary Burton, Carla Bley & Steve Swallow – Live in Concert